# 善は急げ
善は急げ（ぜんはいそげ）は、法句経からのことわざ。

## 概要
善いことを行う場合には、これを躊躇することなく直ちに実行せよということを意味する。善い行いをしたいと思ったならば、ためらわずに即座に実行をするのが良いということである。

### 由来
この言葉は仏教の経典である法句経が由来である。この法句経で釈迦によって述べられていた言葉からであった。ここでは善を為すのを急いで、心から悪を退けよとされている。そして善を緩くしたならば、心というのは悪事を楽しむものであるとされている。人間というのは善いことを後回しにしていたならば、悪い事柄や楽な事柄に負けてしまうものである。このために、自らが善くなりたいと思うのであれば、善いことは急いで行うべきであるということである。